# Pounamuella hauroko
Pounamuella hauroko är en spindelart som beskrevs av Forster och Norman I. Platnick 1985. Pounamuella hauroko ingår i släktet Pounamuella och familjen Orsolobidae. Inga underarter finns listade i Catalogue of Life.